# Spy/Master
Spy/Master ist eine rumänisch-deutsche Fernsehserie aus dem Jahr 2023. Die sechsteilige Miniserie spielt während des Kalten Krieges im Jahr 1978 und basiert lose auf der realen Flucht des rumänischen Geheimdienstgenerals Ion Mihai Pacepa.

## Inhalt
Die Serie folgt Victor Godeanu, einem hochrangigen Berater des rumänischen Diktators Nicolae Ceaușescu, der zugleich als geheimer Doppelagent für den sowjetischen KGB arbeitet. Als seine Tarnung aufzufliegen droht, nutzt er eine diplomatische Reise nach Bonn, um über die Bundesrepublik in die Vereinigten Staaten zu fliehen. In nur einer Woche muss Godeanu zwischen westlichen Geheimdiensten, sowjetischen Verfolgern, der rumänischen Securitate und der eigenen Familie in Bukarest navigieren. Dabei ist er auf die Hilfe von CIA-Agent Frank Jackson und der ostdeutschen Agentin Ingrid von Weizendorff angewiesen, deren Loyalitäten ebenfalls im Zwielicht stehen.

## Produktion
Die Serie wurde von HBO Max in Auftrag gegeben und entstand in internationaler Co-Produktion zwischen Rumänien und Deutschland. Die Dreharbeiten fanden hauptsächlich in Budapest und Bukarest statt. Die Drehbücher schrieben Adina Sădeanu und Kirsten Peters.
Die Serie wurde im Februar 2023 auf der Berlinale uraufgeführt. Der internationale Start erfolgte am 19. Mai 2023 auf der Streaming-Plattform HBO Max. In Deutschland wurde die Serie ab dem 16. November 2023 auf Warner TV Serie ausgestrahlt.

## Episodenliste
| Nr. (ges.) | Nr. (St.) | Deutscher Titel    | Originaltitel      | Erstausstrahlung Rumänien | Deutschsprachige Erstveröffentlichung (D/A/CH) |
| ---------- | --------- | ------------------ | ------------------ | ------------------------- | ---------------------------------------------- |
| 1          | 1         | Treibjagd          | The Hunting Party  | 19. Mai 2023              | 16. Nov. 2023                                  |
| 2          | 2         | Überlebenskampf    | The Survival Story | 19. Mai 2023              | 16. Nov. 2023                                  |
| 3          | 3         | Safe House         | The Safe House     | 26. Mai 2023              | 23. Nov. 2023                                  |
| 4          | 4         | Vertrauenstest     | The Trust Test     | 2. Juni 2023              | 23. Nov. 2023                                  |
| 5          | 5         | Bombendrohung      | The Bomb Maker     | 9. Juni 2023              | 30. Nov. 2023                                  |
| 6          | 6         | Trojanisches Pferd | The Trojan Horse   | 16. Juni 2023             | 30. Nov. 2023                                  |